# Leprakoloni

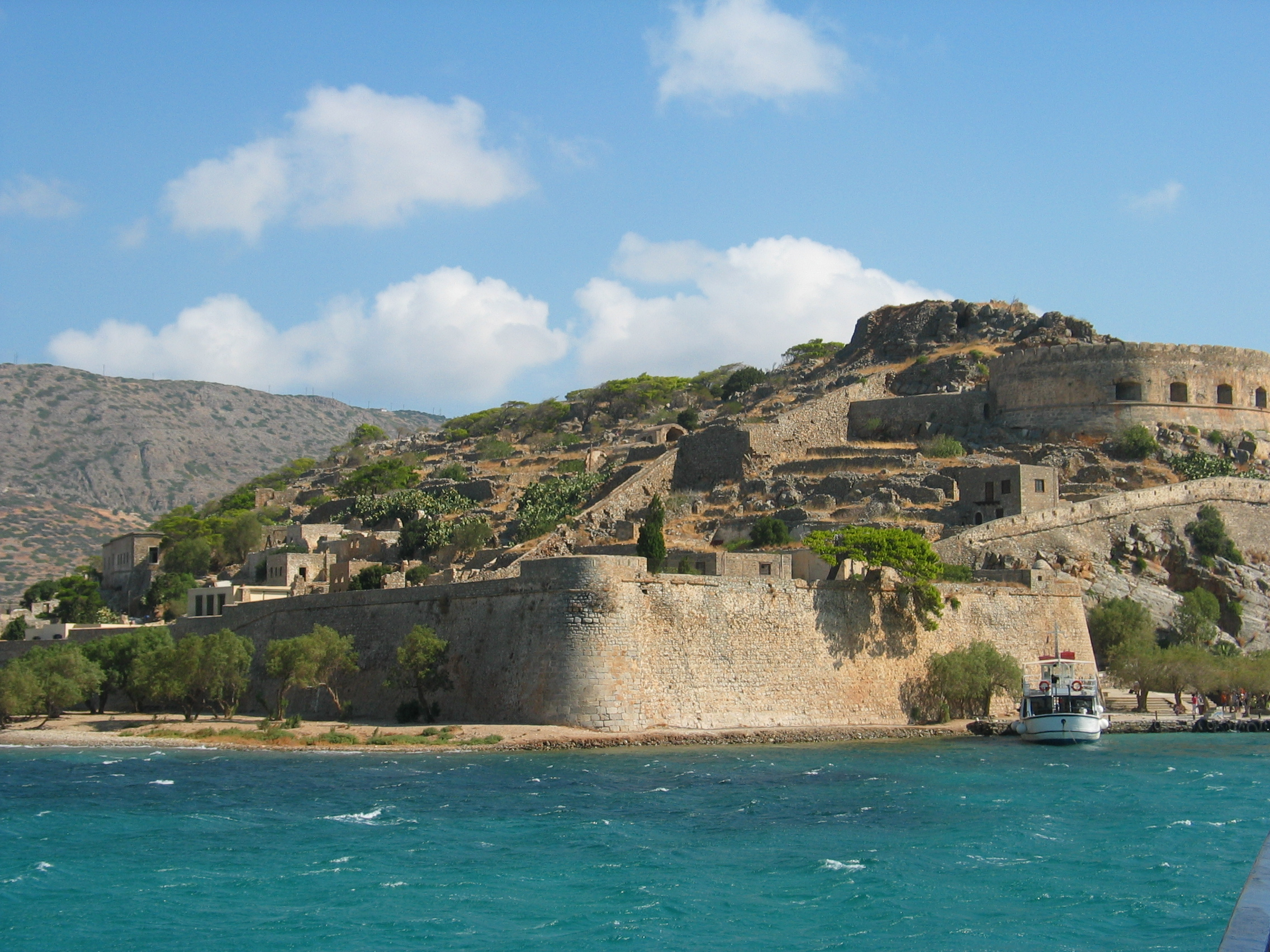
Spinalonga på Kreta var en av de sista leprakolonierna i Europa, stängd 1957.

Leprakoloni, spetälskesjukhus, lazarhus eller leprosorium är en plats för att hålla människor med lepra (Hansens sjukdom) i karantän. Termen lazaretto (svenska: lasarett) kan härledas till karantänsplatser som vid något tillfälle också varit leprakolonier. En annan historisk benämning är spital.

## Historik

### Medeltiden

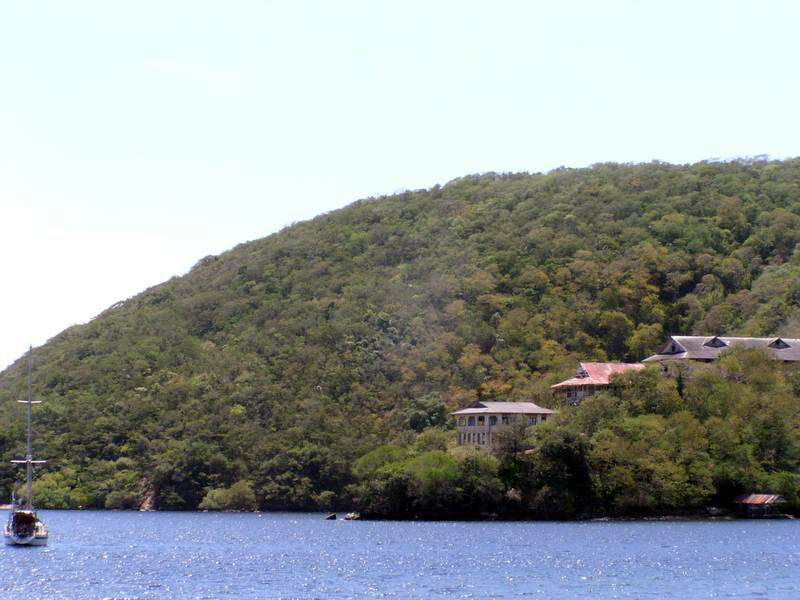
Övergivet nunnekvarter på leprakolonin på Chacachacare Island i Trinidad och Tobago.

Leprakolonier eller leprahus blev vanligt förekommande under medeltiden, särskilt i Europa (då med över 20 000 leprasjukhus) och Indien, och förestods ofta av klosterordnar. Historiskt var lepra en mycket fruktad sjukdom eftersom den orsakar synlig vanställdhet och var obotlig. Den troddes också vara mycket smittsam. En leprakoloni administrerad av en romersk-katolsk orden kallades ofta lazarhus, efter Lasaros, skyddshelgon för spetälska.
Det äldsta leprasjukhuset i Norden grundades i Bergen 1266. Den största inrättningen i Stockholm, S:t Örjansgården, låg där Kungsträdgården nu är belägen.

### Belägenhet, funktion

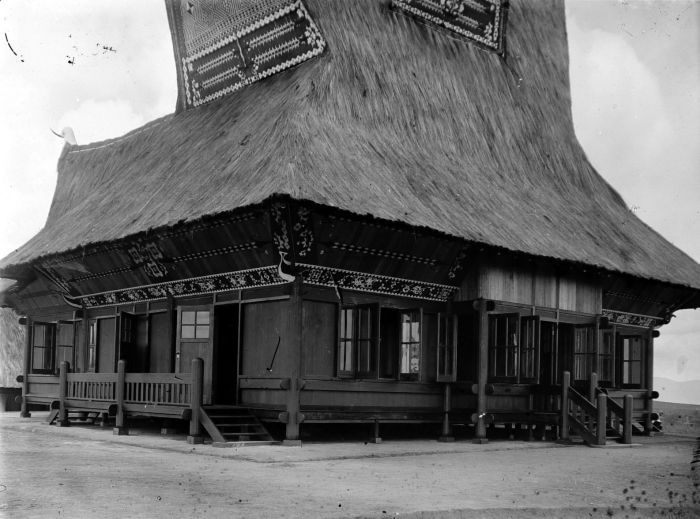
Laoe Si Momo, en leprakoloni grundad den 25 augusti 1906 i Batakregionen på Sumatra. Inom fem månader blev det hem åt 72 spetälska, och i april 1921 hyste kolonin 280 patienter. Dessa bodde i småhus.

Vissa kolonier förlades till bergstrakter eller på avlägsna platser för att säkerställa karantänen, medan andra fanns vid huvudvägarna, där donationer gjordes för deras skötsel. Debatt har förts om de förhållanden som rådde inom historiska leprakolonier. Medan de i vår tid tros ha varit dystra och försummade platser, finns det vissa tecken som tyder på att livet i en leprakoloni eller lazarhus inte var sämre än livet för andra, icke-karantänlagda leprapatienter. Det finns även tvekan om att den nuvarande definitionen av lepra i efterhand kan tillämpas på medeltida tillstånd. Vad som senare klassificerats som lepra täcker ett brett spektrum av hudåkommor, som skulle klassificeras som olika sjukdomar idag.
Vissa leprakolonier gav ut sina egna pengar eller polletter. Detta byggde på tron att om spetälska tilläts hantera vanliga pengar kunde detta sprida sjukdomen. 

### Nyare tid
Efter medeltidens slut minskade spridningen av lepra i många länder, inklusive i Sverige. Beräkningar har gjort gällande att endast en av 100 smittade insjuknade; en teori finns om att infektion i tuberkulos även gav immunitet mot lepra.
I Sverige var lepra relativt vanlig ända fram på 1700- och 1800-talet i vissa landskap, inklusive i Dalarna och Hälsingland. Totalt fanns dock i mitten av 1800-talet endast några hundra leprasjuka i landet. Medicinalstyrelsen ansåg att det var allvarligt nog och inrättade därför 1867 landets hittills sista leprasjukhus i Järvsö i Hälsingland. Inrättningen stängdes 1943, men byggnaden där verksamheten pågick finns kvar än idag. Sveriges hittills sista leprasjuka människa hette Kristina Asplund, och hon avled 1976.
Den sista befintliga leprakolonin i Europa är Tichileşti i Rumänien. Där återstod 2011 endast ett tiotal patienter.

## Politiska aspekter
År 2001 kom de statligt drivna leprakolonierna i Japan under rättslig granskning. Detta ledde till slutsatsen att den japanska regeringen hade misshandlat patienterna, varför domstolen beordrade Japan att betala ut ersättning till tidigare patienter. År 2002 gjordes en formell utredning av dessa kolonier, och i mars 2005 blev den förda politiken starkt kritiserad. Det fastställdes även att Japans politik om absolut karantän saknade vetenskaplig grund.
Undersökningen fördömde inte bara regeringen och de läkare som var inblandade, utan även domstolen som upprepade gånger dömt till förmån för regeringen när politiken ifrågasatts. Kritiken gällde även massmedierna, vilka avstått från att rapportera om den svåra situationen för offren.